# Encymon ferialis sumatranus
Encymon ferialis sumatranus es una subespecie de coleóptero de la familia Endomychidae.

## Distribución geográfica
Habita en Sumatra (Indonesia).